# Naturschutzgebiet Steinbruch Eichen

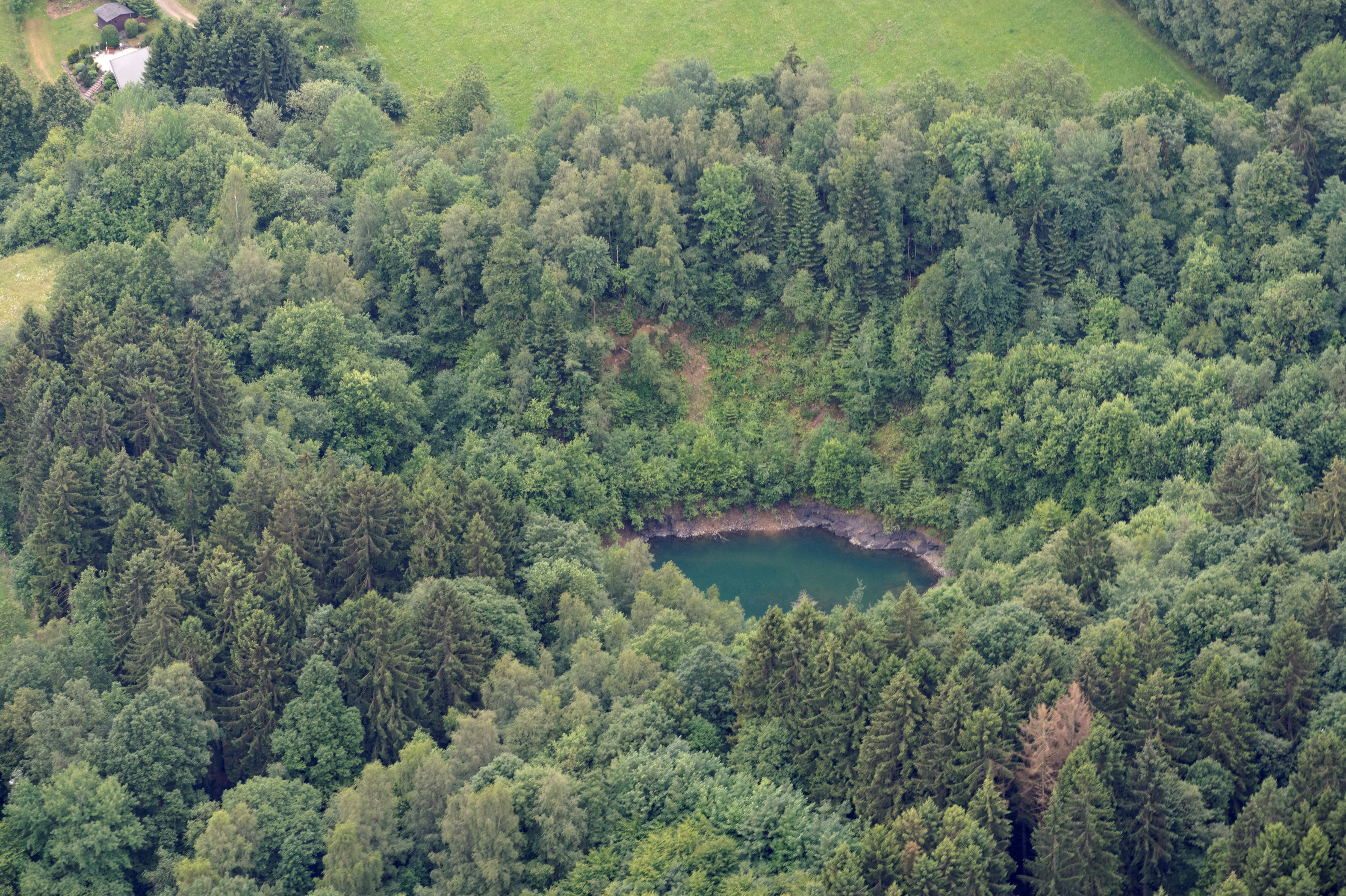
Luftbild vom NSG Steinbruch Eichen

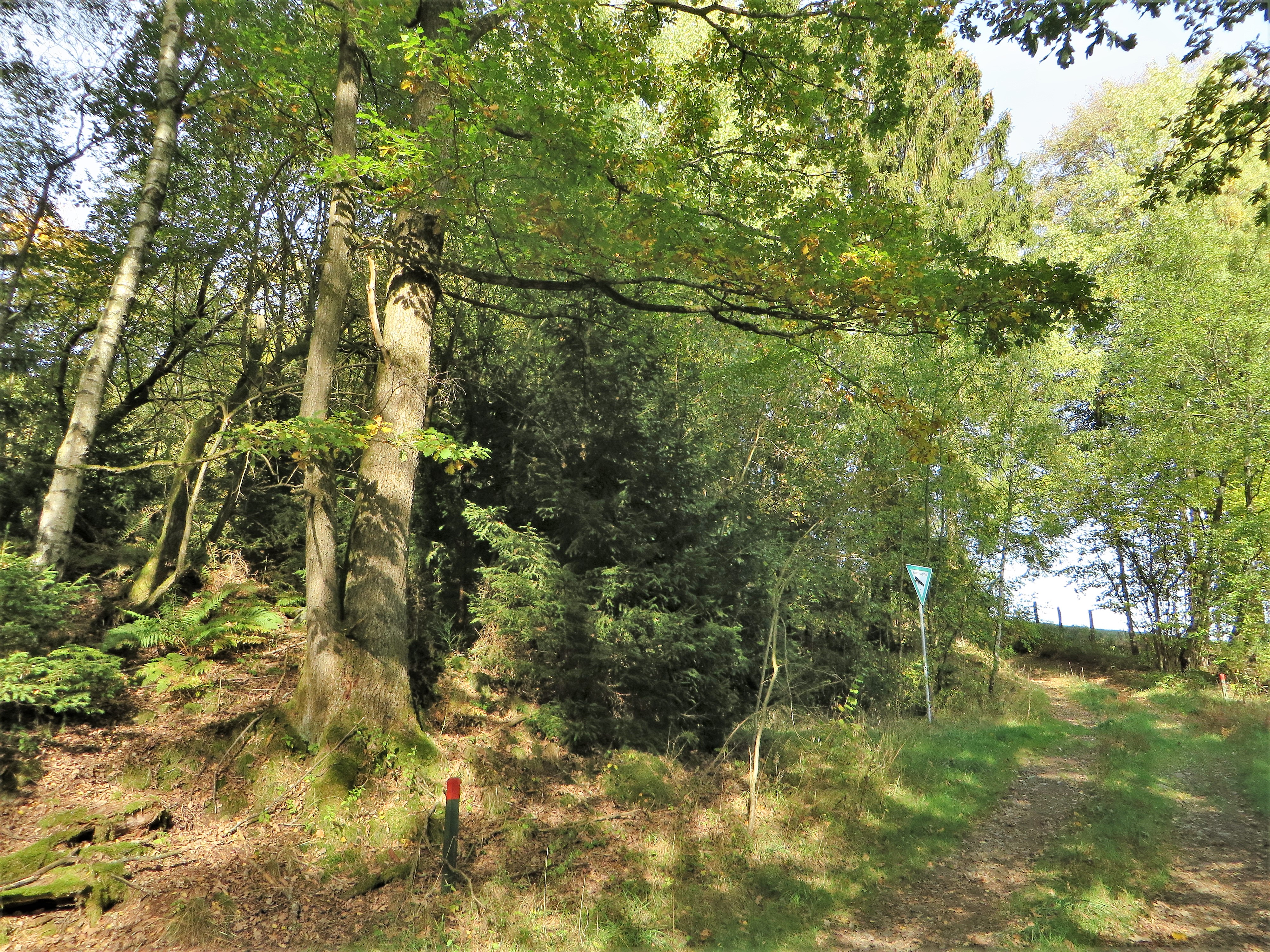
NSG (OE-056) Steinbruch Eichen

Das Naturschutzgebiet Steinbruch Eichen ist ein 3,61 ha großes Naturschutzgebiet (NSG) nördlich des Dorfes Eichen (Attendorn) und der Listertalsperre in dem Stadtgebiet von Attendorn im Kreis Olpe in Nordrhein-Westfalen. Es wurde 2013 vom Kreistag mit dem Landschaftsplan Nr.1 Biggetalsperre – Listertalsperre ausgewiesen.

## Gebietsbeschreibung
Bei dem NSG handelt es sich um einen aufgelassenen Steinbruch mit Stillgewässer. Das Gewässer dient als Laichgebiet für Amphibien. Das NSG ist Bruthabitat für den Uhu.